# Tomaj nemzetség
A Tomaj nemzetség Anonymus Tonuzoba besenyő vezér leszármazottjának tartotta. Tonuzoba a Névtelen jegyző állítása szerint még Taksony fejedelem idejében jött be az országba.
Taksony-tól az Abádi-rév mellékét kapta települési helyül: a mai Kunmadarastól a Tiszáig terjedő földterületet. 
Tonuzoba fia Urkund (Örkény) volt, aki azonban már nejével együtt keresztény hitre tért. Az ő fiuk lehetett az István korában birtokos Tomaj, aki a nemzetség nevét adta.
A Tomaj nemzetség a Tanisz (Thonyz) és Örkény (Urkund) neveket még a 13. század folyamán is használta (Lesence-Tomaji ág).
A nemzetség címere kék mezőben ágaskodó arany griffet ábrázol.
Legrégebbi birtokai Heves vármegye tiszántúli (kemeji) részén feküdtek, ahol bencés nemzetségi monostoruk (Tomajmonostora) is állt. Nagyon korán szerezték Zala vármegyei birtokaikat is (Lesencetomaj, Badacsonytomaj, Cserszegtomaj). Oklevelekben a nemzetség tagjai 1216 óta fordulnak elő. Családaik nagy birtokokat szereztek a Szerémségben, a Felvidéken, Erdélyben és Szolnok megyében. A nemzetség a 12. század végére négy ágra szakadt, a losonci, az abádi, a lesencetomaji és a henei ágakra. Legfontosabb közülük a Losonci család lett.

## Losonci ág
Sarudtól és Hevestől délre egészen a Tiszáig elterülő föld volt birtokában.
Ebből származtak a Losonci és a losonci Bánfi családok.
Az ág első ismert őse I. Dénes. Fia II. Dénes volt, aki az ág legmagasabbra emelkedett tagja volt, és már 1222-ben főlovászmester volt, s az maradt egészen 1224 végéig, majd tárnokmester, később nádor lett.
I. Dénes másik fia Pelbárt (Privartus)
I. Pelbárt fiai János és Pelbárt 1270-ben egyezkedtek a Szalók nembeliekkel.
Az egyezség szerint a Tisza innenső része a Tomaj nemzetség-et illette.
A Losonci és losonci Bánfi családok közös őse I. Tamás (1315-1356).
I. István volt, 1314-1350 szörényi bán.
Dezső, 1327-48 a losonczi Dezsőfi család névadó őse.
III. István 1344-56. a  Losonci család egyenes őse.
II. Tamás 1350-58. a  losonci Bánfi család egyenes őse.
VII. Dénes bán 1380-88. a losonci Bánfi család névadó őse volt.

### A Losonci ág erdélyi birtokai
A nemzetség tagjai közül I. Dénes, aki 1228-tól szolnoki ispánságot viselt, majd erdélyi vajdaságra, végül pedig a nádori székbe emelkedett. Erdélyben még mint szolnoki ispán szerzett birtokokat. II. András király a Gertrud királynő megölésében bűnös Simon bán Széplak és Gyeke nevű birtokait adományozta neki. Ugyancsak ő szerezte meg később Régent is.
Kisebb fiai váltakozva, hol Losonczon, hol pedig Régenben laktak. Dénes nádor a sajómezei csatában esett el. Korai halálával gazda nélkül maradt jogtalanul elvett birtokait hasonnevű, fia szerezte vissza és még meg is tetőzte azokat. De birtokot szerzett vitézségével is: 1291-ben az osztrák háborúban tüntette ki magát, s ezért adja neki III. András király jutalmul a láposi uradalmat és Kozárvár felét, később pedig az elnéptelenedett Csicsót, melynek várjobbágy birtokosai kihaltak. Ez idő tájt vétel útján megszerezte Bonyhát is.
Három fia Károly Róbert király pártjára állt, ezért László erdélyi vajda bosszúból elfoglalja összes erdélyi birtokaikat. Csak 1315-ben annak halála után jutnak ismét birtokaikhoz. A királyhoz való hűségük miatt lett fiai közül Istvánból előbb székely ispán, majd Vas vármegye főispánja és szörényi bán lett, Tamás pedig székely ispán, majd Bereg és Ugocsa megyék főispánja lett.
Az ág tagjai további királyi adományokkal és egyezségekkel is birtokokhoz jutottak:
- Mezőségben:

Földvár, Katona, Czég, Kamarás, Szombattelke
- Szilágyságban:

Fürményes, Kérészlaka, Paptelke, Nagyhatár
- Szamosújvár mellett:

Ormány, Kepös, Kérő, Marcaltelke, Szond
- Szászrégen közelében:

Idecsvára
- Marosvásárhely vidékén:

Bánd

## Abádi ág
Az Abádi (Szentimrei) ág Abádon és Szentimrén volt birtokos.
Az abádi ág-é volt Sebestyén falu is, melyet a nemzetség ezen ága 1279-ben elidegenített, de később, 1336-ban mégis igényt tartott rá.
Az Abádi ág első ismert őse I. Péter volt, kinek fiai Úz és I. Sebestyén (1261-79) voltak.
1261 előtt I. Sebestyén esküvel igazolta az abádi rév hovatartozását; vagyis, hogy az egészen a Tomaj nemzetségé.
1325-ben egy a Csanád egri püspök által kiállított bizonyságlevél a Tomaj nemzetség ősi birtokai között említette Igart is, mely szerint a Tomaj nemzetség Abádi ágából származó Abádi Sebestyén fia Lóránt az apja testvérétől Úztól származó Péter özvegyét és leányát 50 márkával kielégítve, bizonyságot tett afelől, hogy a nemzetség női családtagjai és örököseik ezután Abád, Szentimre, Tinódtő és Igar nevű birtokokra semmiféle jogot nem tartanak.

## Lesence-tomaji ág
A Zala megyei Lesencze-Tomajon, vagy annak környékén voltak birtokosok.

## Henei ág
A Tomaj nemzetség ez ága a Szabolcs megyei Bogdánytól északra eső Hene faluban (most puszta) lakott.
A Tomaj nemzetség Heney ágát a korabeli oklevelek több alkalommal is említették:
1219-ben I. Örkény (Urkund) és testvérei ezt a Hene falut Majád ispánnal osztják meg. (Váradi regestrum 1. sz.)
1268-ban II. Örkény fiát, I. Miklós ispánt  mint a Kék faluval szomszédos Heney földesurát említették.
1278-ban az Anarcsi család fogott bírája volt a Várdaiak elleni perben.
1289-ben II. Miklós, Sámod fia Kágy falut átadta az Anarcsyaknak.
1300 körül pedig Berencsi Egyed fia Konrád Komorai Sándor javára tanúskodik, aki veje, vagy sógora volt, s akit úgy megszeretett, hogy 1289-ben a most Zemplén megyéhez tartozó és a Tisza jobb partján fekvő Cigánd (Zygand) falut, mely szerzett jószágsa volt is neki ajándékozta.
1327-ben fia Domokos volt említve Barsa Bekével való panaszos ügyével kapcsolatban.